# Navadna kislica
Navadna kislica (znanstveno ime Rumex acetosa), tudi ambada bhaji ali gongoora v indijski kuhinji, je trajna zel iz družine dresnovk, ki se lahko goji kot vrtna rastlina. Večina kisličnih listov ima dražeče oster, kisel okus, ki se imenitno poda k mnogim jedem. Ta prezimno trda trajnica lahko doseže višino od 15 cm, pa tja do 1,2 metra.

## Rastišče
Kislica je rastlina, ki raste divje vsepovsod po Evropi, po travnikih in obrobju gozdov. Najraje ima sončno ali rahlo senčno lego ter prst, ki je dobro odcedna, vlažna ter z veliko železa.

## Vrste
Poznamo več vrst kislice (navadna kislica, alpska kislica, alpski kislec, kodrasta kislica, lepa kislica, vrtna kislica); najkvalitetnejša je gojena vrtna kislica, ki jo sejemo po vrtovih in ji režemo liste kot blitvi. Kmalu zrastejo novi. Zel ima kisel, včasih tudi rahlo grenek  okus.

## Uporaba
Drobno narezana kislica je odličen dodatek solatam, zeliščnim omakam in juham ter raznim namazom. V vročih poletnih dneh si kosci trave radi gasijo žejo z žvečenjem sočnih stebel te rastline. Poleg tega s sokom listov lahko odstranimo madeže rje, plesni in črnila s perila ter srebrnine.